# Mireille Laurent
Mireille Laurent, née le 22 août 1938 à Boulogne-Billancourt et morte le 14 janvier 2015 à Paris, est une joueuse de badminton française, licenciée au Badminton Club de France (du RCF). 
Sa carrière de haut niveau s'est interrompue en mars 1968, à la suite d'un accident de ski.
Diplômée de médecine en 1964, elle fut chef du service gérontologie de l'Hôpital Charles-Foix à Ivry-sur-Seine. 
Elle fut présidente d'honneur de l'association l'APHJPA (Association pour la Promotion des Hôpitaux dde Jour pour Personnes Âgées), lors de sa création en janvier 1988.

## Palmarès

### International
- Sélections en équipe de France de 1955 à 1967;
- Internationaux de France en 1955, en double dames (avec Yvonne Girard);
- Internationaux de France en 1959, en double dames (avec Marjorie Sharp (Angleterre));
- Internationaux de France en 1959, en double mixte (avec Atte Nyberg (Danemark));
- Finaliste des Internationaux de France en 1959, en simple dames (face à Miss Pamela S. Wheating);

### National
Numéro 1 française en 1956, 1957, 1959, 1965, et 1966;
Internationaux de Paris: 1956 (simple, contre Miss Durst), 1957 (contre Jeannie Mathieu), et 1958 (simple, contre Mme Augry);
Championnats de France séniors: 
- Simple (3 titres): 1956, 1957, et 1967 (et finaliste en 1955 et 1962);
- Double dames (3 titres): 1955 (avec Y. Girard), 1966 (avec Jeannie Boivin), et 1971 (avec Lisa Mauhourat) (et finaliste en 1962 et 1972);
- Double mixte (1 titres): 1957 (avec Henri Pellizza);

Championnat de France juniors:
- Simple (1 titre): 1955;

Championnat de France interclubs (12 titres, avec le RCF): 1955 à 1967 (sauf 1959 (remporté par le Havre Badminton Club (H.B.C.)).